# Der Pate III
Der Pate III (auch Der Pate – Teil III, Originaltitel The Godfather Part III) ist ein US-amerikanischer Mafiafilm von Francis Ford Coppola aus dem Jahr 1990. Er schließt die gleichnamige Filmreihe über die Familiengeschichte des „Paten“ Don Michael Corleone ab. Das Drehbuch schrieb Coppola erneut zusammen mit Romanautor Mario Puzo. Mit dem Dreh des Filmes brach Coppola sein Versprechen, niemals einen dritten Teil zu drehen. Große finanzielle Probleme veranlassten ihn zu einer Meinungsänderung. Im Dezember 2020 erschien ein gestraffter Umschnitt unter dem Titel Der Pate, Epilog: Der Tod von Michael Corleone (orig. Mario Puzo’s The Godfather, Coda: The Death of Michael Corleone).

## Handlung
1979: Michael Corleone, der „Pate“, und seine Familie sind wieder nach New York gezogen. Die Villa am Lake Tahoe in Nevada steht leer und verfällt. Seine Position gegenüber den anderen Mafia-Familien ist gefestigt. Allerdings arbeitet der Don intensiv an seinem Ausstieg aus dem organisierten Verbrechen. Michael hat die Geschäfte seiner Familie bereits zu großen Teilen legalisiert und möchte die Corleones zu einer angesehenen Familie der gehobenen Gesellschaft machen. Über seine Tochter Mary hat er eine Stiftung gegründet, um armen Sizilianern zu helfen, und erhält für seine Wohltätigkeit vom Vatikan den St.-Sebastian-Orden. Dieser wird ihm in einer Zeremonie in der New Yorker St. Patrick’s Old Cathedral verliehen. Auch privat läuft es wieder besser. Insbesondere nachdem Michael seinem Sohn Anthony widerwillig gestattet hat, Opernsänger statt Anwalt zu werden, kommen er und seine Exfrau Kay einander wieder näher.
Allerdings macht sein Neffe Vincent, ein unehelicher Sohn seines Bruders Santino, Schwierigkeiten. Er will sich nicht dem Mafia-Clan von Joey Zasa beugen, dem Michael das alte Einflussgebiet der Corleones in New York überlassen hat, da er weiß, dass diese Gangster keinen Respekt mehr vor Michael haben. Statt sich zu versöhnen, beißt Vincent seinen Konkurrenten Zasa beim von Michael angeordneten Bruderkuss sogar ins Ohr, nachdem ihn dieser zuvor als „Bastard“ beleidigt hat. Michael erkennt in Vincent den ungestümen Charakter und die Tatkraft seines großen Bruders wieder und nimmt ihn unter seine Fittiche, um weiteren Ärger mit den anderen Clans zu vermeiden und um seinen Neffen in die Familiengeschäfte einzuführen.
Kurz darauf macht der korrupte Erzbischof Gilday den Corleones ein verlockendes Angebot: Als die Vatikanbank in Schwierigkeiten gerät, bietet er Michael an, sich mit einer enormen Summe bei einer großen Aktiengesellschaft, der „Immobiliare“, einzukaufen, um daraus einen riesigen amerikanisch-europäischen Mischkonzern zu machen. Dadurch sollen die illegalen Geschäfte der Vatikanbank vertuscht werden, deren Bilanzbetrug aufzufliegen droht, wenn nicht rasch viel Geld fließt. Mit diesem Geschäft möchte Michael seine Familie endgültig von seinen illegalen Geschäftsaktivitäten befreien. Allerdings sind die Schwierigkeiten größer als angenommen: Die Bosse der anderen vier Familien, bzw. das Komitee, insbesondere Don Altobello, sehen einerseits den Ausstieg der Corleones ungern und möchten andererseits auch gerne an dem neuen Deal mit der Kirche beteiligt werden, um z. B. darüber Geldwäsche zu betreiben.
Auch der eigentlich mit dem Chef der Vatikanbank bereits vereinbarte Ablauf gerät ins Stocken. Zwar kann mit Hilfe des 25-%-Anteils der Kirche an der Immobiliare das Anliegen Corleones gegen andere Anteilseigner durchgesetzt werden, aber die nötige Zustimmung von Papst Paul VI. kann nicht mehr eingeholt werden, da dieser plötzlich schwer erkrankt und im Sterben liegt. Michael ahnt, dass man ihn betrügen und zwar sein Geld, nicht aber seine Partnerschaft will. Er durchschaut jedoch noch nicht, wer hinter der Intrige steht.
Trotz dieser Schwierigkeiten treibt Corleone seinen Ausstieg voran. Auf einem Treffen in Atlantic City zahlt er die Bosse der anderen Familien großzügig aus, verweigert ihnen jedoch die Beteiligung an seinem Geschäft mit der Vatikanbank und kündigt seinen Ausstieg aus dem organisierten Verbrechen an. Die Bosse lassen sich durch die Millionensummen besänftigen, die Michael ihnen zahlt, doch Joey Zasa geht weitgehend leer aus und verlässt wutentbrannt den Raum. Unmittelbar darauf endet das Treffen mit einem durch Zasa von langer Hand vorbereiteten Massaker, bei dem die meisten Bosse ums Leben kommen. Vincent kann seinen Onkel aber unverletzt aus der Versammlung retten.
Als Michael begreift, dass sein vorgeblicher väterlicher Freund, Don Altobello, hinter Zasa und dem Mordanschlag steckt, erleidet er vor Wut einen diabetischen Schock. Während er im Krankenhaus liegt, wird Joey Zasa von Vincent auf offener Straße erschossen. Michael Corleone ist nicht begeistert von dieser Eigenmächtigkeit, die von seiner Schwester Connie unterstützt wurde, und fordert nochmals von beiden Gehorsam ein. Nach der Ankunft der Familie Corleone auf Sizilien, wo Anthony im Opernhaus von Palermo seinen ersten großen Auftritt haben soll, schickt Michael Vincent zu Don Altobello, um sich ihm scheinbar als Überläufer anzubieten. In Wahrheit versucht er ihn jedoch zu entlarven. Durch Vincents Informationen muss Corleone erkennen, dass auf höchster Ebene Verbindungen bestehen, die ungünstig für ihn sind. Alle Beteiligten am Immobiliare-Geschäft sind Mitglieder einer Italien beherrschenden Geheimloge, die von Don Licio Lucchesi geleitet wird. Dieser steht auch hinter Altobello. Sein Ziel ist es, den Besitz der Corleones an sich zu bringen und die Familie auszulöschen.
Da bereits erhebliche Summen von Corleone an die Vatikanbank geflossen sind, versucht dieser, auf anderem Wege Druck zu machen, um das Geschäft abzuschließen. Auf Vermittlung seines alten Freundes Don Tommasino trifft er sich mit Kardinal Lamberto, der als ehrlicher Mann gilt. Beeindruckt von dem charismatischen Kleriker beichtet Corleone seine seit dreißig Jahren angesammelten Sünden. Unter anderem gesteht er, die Ermordung seines Bruders Fredo angeordnet zu haben, dessen Tod er seiner Schwester Connie gegenüber als Unfall dargestellt hatte. Corleone ahnt nicht, dass der Kardinal dann kurz darauf nach dem Tod des alten zum neuen Papst Johannes Paul I. gewählt wird. Als integere Person versucht Lamberto, im Vatikan aufzuräumen, wodurch die Logenmitglieder in Unruhe versetzt werden. Der neue Papst wird daher bald vergiftet, er hat aber zuvor noch der Immobiliare-Transaktion im Sinne der Corleones zugestimmt.
Auch Michael Corleone selbst soll daher nun ermordet werden. Ein berüchtigter sizilianischer Killer wird auf ihn angesetzt. Michael fühlt sich den Anforderungen der kommenden Auseinandersetzung nicht mehr gewachsen und übergibt die Leitung der Familie an seinen Neffen Vincent, der damit zum neuen Don aufsteigt. Damit das alte Revier der Familie in New York, das nach dem Mord an Zasa verwaist ist, nicht an andere Gangs fällt, will Vincent in diesem Bereich weiter kriminell aktiv bleiben. Michael stimmt zu. Er macht jedoch zur Bedingung, dass Vincent die heimliche Liebesbeziehung zu Michaels Tochter Mary, Vincents Cousine, beendet, weil er sie schützen möchte. Vincent stimmt zu.
Zum Showdown kommt es im Teatro Massimo von Palermo, an dem Anthony mit einer Aufführung von Cavalleria rusticana sein Operndebüt gibt. Der sizilianische Auftragsmörder kann trotz der Bewachung in das Opernhaus eindringen. Connie schenkt dem entlarvten Don Altobello unterdessen vergiftete Cannoli. Dieser lässt Connie zwar zur Sicherheit probieren, doch sie beißt nur wenig ab. Im Laufe der Aufführung stirbt Altobello, da er die ganze Gebäckschachtel leergegessen und so eine enorme Menge Gift eingenommen hat. Vincent greift derweil als neuer Pate durch. Letztendlich werden alle Gegner der Familie ermordet: Der korrupte Bankier des Vatikans, Frederick Keinszig, wird mit einem Kissen erstickt, Erzbischof Gilday wird erschossen, und Don Lucchesi wird mit seiner eigenen Brille erstochen. Nach der Oper stürmt der Killer, der eigentlich schon während der Aufführung hatte zuschlagen wollen, auf Michael Corleone zu und schießt. Der Anschlag scheitert, aber Mary wird dabei tödlich getroffen. Der Auftragsmörder wird von Vincent erschossen.
Michael Corleone ist nun endgültig ein gebrochener Mann. In der Schlussszene sitzt er, alt geworden und allein, auf einem Stuhl vor der alten Villa in Corleone auf Sizilien, wo seine erste Ehefrau, Apollonia, getötet wurde. Er erinnert sich an die schönen Zeiten, die er mit Menschen verbrachte, die er liebte, die aber ermordet wurden oder sich von ihm abwandten. Daraufhin fällt er vom Stuhl und stirbt.

## Besetzung und Synchronisation
| Figur                    | Darsteller       | Deutscher Sprecher                            |
| ------------------------ | ---------------- | --------------------------------------------- |
| Don Michael Corleone     | Al Pacino        | Gottfried Kramer                              |
| Kay Adams Mitchelson     | Diane Keaton     | Traudel Haas                                  |
| Vincent Mancini-Corleone | Andy García      | Stephan Schwartz Nachsynchro: Matthias Klages |
| Mary Corleone            | Sofia Coppola    | Daniela Hoffmann                              |
| Connie Corleone Rizzi    | Talia Shire      | Reha Hinzelmann                               |
| Don Altobello            | Eli Wallach      | Klaus Miedel                                  |
| Joey Zasa                | Joe Mantegna     | Jürgen Heinrich                               |
| Grace Hamilton           | Bridget Fonda    | Petra Barthel                                 |
| B. J. Harrison           | George Hamilton  | Eckart Dux                                    |
| Kardinal Lamberto        | Raf Vallone      | Michael Chevalier                             |
| Anthony Vito Corleone    | Franc D’Ambrosio | Benjamin Völz                                 |
| Erzbischof Gilday        | Donal Donnelly   | Peter Matić                                   |
| Al Neri                  | Richard Bright   | Kurt Goldstein                                |
| Frederick Keinszig       | Helmut Berger    | Dieter Ranspach                               |
| Dominic Abbandando       | Don Novello      | Joachim Pukaß                                 |
| Pfarrer Andrew Hagen     | John Savage      | Peter Flechtner                               |
| Don Licio Lucchesi       | Enzo Robutti     | Jürgen Thormann                               |
| Johnny Fontane           | Al Martino       | Jochen Schröder                               |
| Hamilton Banker          | John Abineri     | Otto Czarski                                  |

Coppolas Tochter Sofia, die kaum Schauspielerfahrung hatte, wurde erst kurzfristig auf Michaels Tochter Mary besetzt, nachdem die vorgesehene Winona Ryder überraschend absagte. Nicolas Cage, Neffe des Regisseurs Francis Ford Coppola, hätte eigener Aussage zufolge gerne die Rolle des Vincent Mancini-Corleone gespielt. Vergeblich versuchte er seinen Onkel umzustimmen, der für die Rolle bereits Andy García ausgewählt hatte, wie er im Gespräch mit The Hollywood Reporter berichtete:

„Ich sagte: ‚Ich denke wirklich, dass ich in deinem Film sein sollte, Onkel! Ich halte es wirklich für eine gute Idee, wenn du mir diese Rolle geben würdest‘. […] Es war einfach nicht drin. […] Das war ein Film, in den ich nicht gelassen wurde, obwohl ich wirklich gerne dabei gewesen wäre.“

Im Gegensatz zu den ersten beiden Teilen der Trilogie gibt es bisher nur die Synchronfassung von 1990. Das Dialogbuch schrieb Ottokar Runze, der auch Regie führte. Anders als in den vorangegangenen Filmen wird Al Pacino nicht mehr von Lutz Mackensy synchronisiert, sondern von Gottfried Kramer – der auch Marlon Brando als Don Vito Corleone im ersten Film sprach. Für die neue Schnittfassung wurden einige vormals nicht gesehene Szenen nachsynchronisiert.

## Historischer Hintergrund
- Die Vergiftung des neuen Papstes spielt auf Verschwörungstheorien zum Tod von Johannes Paul I. an, in welchen auch die Loge Propaganda Due (P2) eine Rolle spielt.
- Im Film wird das Finanzloch der Vatikanbank mit 769 Mio. US-Dollar angegeben; tatsächlich sollten 1972 allein für die Beschaffung gefälschter Wertpapiere 950 Mio. US-Dollar aufgewendet werden, deren Einbuchung als Anlagevermögen ein milliardenschweres Loch der Banco Ambrosiano stopfen sollte, an der die Vatikanbank beteiligt war. 1987 brach die Bank zusammen und der Vatikan gab rund drei Milliarden US-Dollar als uneintreibbare Außenstände an.[4]
- Im Film ist es Don Altobello, in der Realität ist es Michele Sindona, ein Finanzberater der Cosa Nostra, welcher mit Strychnin (andere Quellen sprechen von Zyanid) ermordet wurde, allerdings im Gefängnis. An der Blackfriars Bridge in London wurde 1982 der italienische Bankier Roberto Calvi erhängt aufgefunden (im Film Frederick Keinszig genannt). Fünf Steuerfahnder der italienischen Polizei kamen 1987 bei der Aufklärung der gesamten Affäre ums Leben.
- Als Vorbild für Don Licio Lucchesi diente der P2-Gründer Licio Gelli; die Filmfigur enthält gleichwohl Anspielungen auf Giulio Andreotti. Beide überlebten in der Realität, ebenso wie der Direktor der Vatikanbank Paul Casimir Marcinkus (im Film: Erzbischof Gilday), während im Film beide ermordet werden.
- Die Ermordung von Joey Zasa erinnert an Joseph Colombo, der auf offener Straße erschossen wurde.
- Die Szenen, die im Vatikan spielen, wurden im Palazzo Farnese in Caprarola gedreht.
- Im Film erscheint am Anfang die Jahreszahl 1979. Historisch ist das nicht korrekt, da die beiden Päpste Paul VI. und Johannes Paul I. beide bereits im Jahr 1978 starben. Im Jahr 1979 war bereits Karol Wojtyła als Johannes Paul II. Papst.

## Veröffentlichungen
Der Pate III spielte am Eröffnungswochenende 6,4 Millionen US-Dollar in den Vereinigten Staaten ein. Weltweit kommt der Film auf Einnahmen von 136,86 Millionen Dollar, wovon 66,76 aus dem nordamerikanischen Raum kommen. In Deutschland verzeichnete der Film 234.054 Besucher.
Im Jahr 2020 kündigte Coppola einen Umschnitt des Films an, mit einem neuen Anfang und einem neuen Ende, ferner würden einzelne Szenen ergänzt und Einstellungen verändert. Dessen neuer Titel Mario Puzo’s The Godfather, Coda: The Death of Michael Corleone greift einen Wunsch von Coppola und Puzo wieder auf, den der Kinoverleih seinerzeit ablehnte. Der Pate, Epilog: Der Tod von Michael Corleone wurde im Dezember 2020 veröffentlicht und in den Vereinigten Staaten inmitten der Covid-19-Pandemie auch in einigen Kinos gezeigt.

## Rezeption

### Kritiken
Im Vergleich zu den hochangesehenen Vorgängerfilmen blieb das Presseecho verhalten, was sich auch in den Auswertungen US-amerikanischer Aggregatoren widerspiegelt. So erfasst Rotten Tomatoes zwar mehrheitlich wohlwollende Besprechungen und ordnet den Film damit als „Frisch“ ein. Laut Metacritic fallen die Bewertungen im Mittel aber nur „Durchwachsen oder Durchschnittlich“ aus.

„Der mit vielen Zitaten gespickte dritte Teil von Coppolas Mafia- und Familien-Saga mischt recht unentschieden die fiktive Chronik der Corleone-Dynastie mit dem tatsächlichen Finanzskandal und dem rätselhaften Tod von Papst Johannes Paul I. Ende der 70er Jahre. Über weite Strecken allzu ausladend, dann wieder eine inszenatorische ‚Tour de Force‘, findet der auch schauspielerisch nicht durchgehend überzeugende Film zu keinem geschlossenen Stil.“

Die gestraffte Neufassung wurde von Filmkritikern überwiegend als große Verbesserung bezeichnet und erreichte ein „Zertifiziert Frisches“ Tomatometer von 86 % sowie einen „Grundsätzlich Wohlwollenden“ Metascore von 76/100 Punkten.

### Auszeichnungen
Der Film erhielt sieben Oscar- und sieben Golden-Globe-Nominierungen, ging aber jeweils leer aus.
Sofia Coppola bekam für ihre Darstellung der Mary Corleone die Goldene Himbeere als schlechteste Nebendarstellerin und schlechteste Nachwuchsdarstellerin verliehen. Sie beendete daraufhin weitgehend ihre Schauspielkarriere bis auf einige kleinere Rollen, zugunsten einer später erfolgreichen Arbeit hauptsächlich hinter der Kamera (Regie und Drehbuch, u. a. Lost in Translation).
- Nominierungen bei der Oscarverleihung 1991
  - Bester Film
  - Beste Regie: Francis Ford Coppola
  - Bester Nebendarsteller: Andy García
  - Bester Filmsong: (Harry Connick Jr – Promise Me You’ll Remember) – Carmine Coppola und John Bettis
  - Bestes Szenenbild: Dean Tavoularis und Gary Fettis
  - Beste Kamera: Gordon Willis
  - Bester Schnitt: Lisa Fruchtman, Barry Malkin und Walter Murch
- Nominierungen bei den Golden Globe Awards 1991
  - Bester Film/Drama: Francis Ford Coppola
  - Beste Regie: Francis Ford Coppola
  - Bestes Filmdrehbuch: Mario Puzo und Francis Ford Coppola
  - Bester Hauptdarsteller/Drama: Al Pacino
  - Bester Nebendarsteller: Andy García
  - Beste Filmmusik: Carmine Coppola
  - Bester Filmsong: Carmine Coppola und John Bettis
- Weitere Preise
  - Fotogramas de Plata: Auszeichnung als Bester fremdsprachiger Film
  - American Society of Cinematographers: Nominierung für Gordon Willis
  - Directors Guild of America Award: Nominierung für Francis Ford Coppola